# Бондарчук Леонід Васильович
Леоні́д Васи́льович Бондарчу́к (*16 травня 1947, Стара Чортория) — прозаїк.

## Життєпис
Народився 16 травня 1947 р. в с. Стара Чортория Любарського району Житомирської області.
1969 р. - закінчив філологічний факультет Одеського університету.
З 1972 р. працює журналістом. Був старшим редактором Херсонської обласної держтелерадіокомпанії, головним редактором тижневика «Гривна».
Мешкає у Херсоні, працює головним редактором онлайн-видання «Вгору». Займається громадською роботою, є експертом з медіа-стратегій правозахисних кампаній та проєкту «Шерифи для нових громад», який розповідає про успішний досвід малих і середніх громад Херсонської та інших областей України.
Від 1984 р. - член Національної спілки письменників України.
Автор прозових книжок «Рикошет» (1982), «Хто є хто» (1989), «Дзеркало з гримасами» (2021), численних публікацій у періодичних виданнях та журналах «Дніпро», «Україна», «Перець».